# Semiothisa evanaria
Semiothisa evanaria là một loài bướm đêm trong họ Geometridae.